# Croton androiensis
Croton androiensis là một loài thực vật có hoa trong họ Đại kích. Loài này được (Leandri) Leandri mô tả khoa học đầu tiên năm 1969 publ. 1970.